# 1922 en arts plastiques
| Années des arts plastiques : 1919 - 1920 - 1921 - 1922 - 1923 - 1924 - 1925    |
| Décennies des arts plastiques : 1890 - 1900 - 1910 - 1920 - 1930 - 1940 - 1950 |

Cette page concerne l'année 1922 en arts plastiques.

## Événements
- La peintre Anna Klumpke offre son tableau Portrait de Rosa Bonheur au Metropolitan Museum of Art de New York[1].

## Œuvres
- Canéphores, deux toiles de Georges Braque.
- Au rendez-vous des amis, tableau de Max Ernst.
- Deux Femmes courant sur la plage (La Course), tableau de Pablo Picasso.

## Naissances
- 8 janvier : Jan Nieuwenhuys, peintre néerlandais († 28 décembre 1986),
- 10 janvier : Henri Morez, peintre et dessinateur de presse français († 11 octobre 2017),
- 26 janvier : René Genis, peintre et graveur français († 25 février 2004),
- 28 janvier : Roger Dérieux, peintre français rattaché à l'école de Paris († 26 septembre 2015),
- ? janvier : Mario Bardi, peintre réaliste italien († 7 septembre 1998),
- 2 février : Matsuzawa Yutaka, peintre japonais († 15 octobre 2006),
- 7 février : André Bricka, peintre paysagiste français († 15 octobre 1999),
- 11 février : Werner Wälchli, graphiste, peintre et lithographe suisse († 2 juillet 2010),
- 17 février : Jean Bréant, peintre français († 14 mai 1984),
- 18 février : Alexander Semionov, peintre soviétique († 23 juin 1984),
- 22 février : Gesner Abelard, peintre et sculpteur haïtien,
- 23 février : Marcel Fiorini, peintre et graveur français († 16 janvier 2008),
- 24 février : Richard Hamilton, peintre et graphiste britannique († 13 septembre 2011),
- 25 février : Molly Lamb Bobak, artiste canadienne († 2 mars 2014),
- 27 février : Vasco Bendini, peintre informaliste italien († 31 janvier 2015),
- 28 février :
  - Jean Saussac, peintre et décorateur de théâtre et de cinéma français († 13 février 2005),
  - Emilio Scanavino, peintre et sculpteur italien († 28 novembre 1986),
- 18 mars : Aaron Shikler, peintre américain († 12 novembre 2015),
- 25 mars : Jean-Marie Granier, graveur et dessinateur français († 4 août 2007),
- 3 avril :
  - Lavinia Bazhbeuk-Melikyan, peintre soviétique puis arménienne († 8 novembre 2005),
  - Mady de La Giraudière, peintre, illustratrice et lithographe française († 24 février 2018),
- 11 avril : Jacques Burel, peintre français († 28 septembre 2000),
- 15 avril : Mario Comensoli, peintre figuratif suisse († 2 juin 1993),
- 17 avril : Miodrag B. Protić, peintre, critique d'art et historien de l'art serbe † 20 décembre 2014),
- 26 avril : Pol Bury, peintre et sculpteur belge († 28 septembre 2005),
- 28 avril : Michel de Séréville, peintre français († 23 février 2006),
- 30 avril : Robert Roynette, peintre, décorateur, céramiste et résistant français († 27 janvier 2016),
- 2 mai : Paul Revel, peintre et graveur français († 19 avril 1983),
- 13 mai : Otl Aicher, designer graphiste allemand († 1er septembre 1991),
- 15 mai : Hédi Turki, peintre, aquarelliste et dessinateur tunisien († 31 mars 2019),
- 21 mai : Pierre Lesieur, peintre français († 28 septembre 2011),
- 2 juin : Judith Westphalen, peintre péruvienne († 31 décembre 1976),
- 4 juin : Jaroslav Serpan, peintre et sculpteur franco-tchèque († 12 mai 1976),
- 11 juin : Claude Petitet, peintre français († 12 novembre 1996),
- 4 juillet : Corneille, peintre, graveur, sculpteur et céramiste néerlandais († 5 septembre 2010),
- 5 juillet : Roger Marage, peintre et graveur français († 21 juin 2012),
- 14 juillet : Bruno Pulga, peintre non figuratif italien († 1992),
- 23 juillet : Fernando Carcupino, peintre italien († 21 mars 2003),
- 24 juillet : Maurice Loirand, peintre français († 29 février 2008),
- 29 juillet : André Cottavoz, peintre et lithographe français († 8 juillet 2012),
- 14 août : Noe Canjura, peintre salvadorien († 29 septembre 1970),
- 21 août : Albert Irvin, peintre britannique († 26 mars 2015),
- 26 août : Roland Bierge, peintre français († 26 décembre 1991),
- 31 août : Gianni Bertini, peintre italien († 8 juillet 2010),
- 7 septembre : Jacques Pecnard, peintre, graveur, sculpteur et illustrateur français († 16 juin 2012),
- 12 septembre : Youen Durand, peintre français († 24 novembre 2005),
- 15 septembre : Sergio de Castro, peintre français d'origine argentine († 31 décembre 2012),
- 21 septembre : Pierre Andrès, sculpteur sur bois et peintre français († 10 juillet 2011),
- 3 octobre :
  - Renée Aspe, peintre française († 17 septembre 1969),
  - John Craxton, peintre britannique († 17 novembre 2009),
- 5 octobre : Jean-François Liegme, peintre suisse († 29 juillet 1977),
- 6 octobre : Ljubinka Jovanović-Mihailović, peintre serbe († 2 août 2015),
- 8 octobre : Guy Seradour, peintre français († 2 novembre 2007),
- 25 octobre : Jacques Truphémus, peintre français († 8 septembre 2017),
- 29 octobre :
  - Geoffroy Dauvergne, peintre, mosaïste, fresquiste et sculpteur français († 23 janvier 1977),
  - Robert Fonta, peintre, dessinateur et graveur français († 14 avril 1976),
- 15 novembre : Wojciech Fangor, peintre, graveur et sculpteur polonais († 25 octobre 2015),
- 29 novembre : Pierre Bichet, peintre et cinéaste français († 18 février 2008),
- 3 décembre : Morog, Jean-Paul Delhumeau, sculpteur, graveur et peintre français († 1er septembre 2003),
- 7 décembre : Simon Hantaï, peintre français d'origine hongroise († 12 septembre 2008),
- 8 décembre : Lucian Freud, peintre britannique († 20 juillet 2011),
- 12 décembre : Christian Dotremont, peintre et poète belge († 20 août 1979),
- 20 décembre :  Ed Westcott, photographe américain († 29 mars 2019),
- 22 décembre : Jacques Busse, peintre français († 22 août 2004),
- 30 décembre : Davos Hanich, peintre et sculpteur français († 1987),
- Date précise inconnue :
  - Huguette Arthur Bertrand, peintre non figurative française († 2005),
  - Eduardo Dhelomme, peintre et sculpteur franco-brésilien († 2006),
  - Galeazzo von Mörl, peintre italien († 23 décembre 2011),
  - Ohno Hidekata, peintre et calligraphe japonais († 5 septembre 2002).
  - Soichiro Tomioka, peintre abstrait japonais († 1994).

## Décès
- 1er janvier : Augusto Alberici, peintre et collectionneur d'art italien (° septembre 1846),
- 4 janvier : Francesco Gioli, peintre italien (° 29 juin 1846),
- 12 janvier : Gabriel Martin, peintre français (° 25 mai 1842),
- 18 janvier : Pierre Roche, sculpteur, peintre, céramiste, décorateur et graveur-médailleur français (° 2 août 1855),
- 19 janvier : Marcel Roux, peintre et graveur français (° 11 septembre 1878),
- 28 janvier : Elizabeth Jane Gardner Bouguereau, peintre américaine (° 4 octobre 1837),
- 31 janvier : Rubaldo Merello, peintre et sculpteur italien (° 16 juillet 1872),
- 27 février : Evert van Muyden, graveur, peintre, aquarelliste et illustrateur suisse (° 18 juillet 1853),
- 2 mars : Edmond Debon, peintre français (° 18 décembre 1846),
- 11 mars :
  - Claude-Antoine Dussort, peintre français (° 8 avril 1855),
  - Marguerita Pillini, peintre française d'origine italienne (° 1839),
- 16 mars : Robert Russ, peintre paysagiste autrichien (° 8 juin 1847),
- 20 mars : Albert Singer, peintre allemand (° 23 novembre 1869),
- 23 mars : Charles-Frédéric Lauth, peintre français (° 17 janvier 1865),
- 25 mars : Henri-Paul Motte, architecte et peintre français (°15 décembre 1846),
- 1er mai : Vassily Denissov, peintre symboliste, décorateur de théâtre et graphiste polonais puis russe puis soviétique (° 1er janvier 1862),
- 15 mai : Josef Gold, peintre autrichien († 2 février 1840),
- 21 mai : Henry-Claudius Forestier, peintre, graveur, illustrateur et affichiste suisse (° 25 février 1874),
- 17 juin : Gaetano Brunacci, peintre italien (° 14 septembre 1830),
- 20 juin :  Misti, peintre, affichiste, lithographe et illustrateur français (° 10 septembre 1865),
- 22 juin :
  - Étienne Terrus, peintre français (° 21 septembre 1857),
  - Émile Louis Thivier, peintre et dessinateur français (° 5 octobre 1858),
- 1er juillet : Robert Charles Goff, graveur et peintre britannique (° 28 juillet 1837),
- 8 juillet : Ferdinand Keller, peintre allemand (° 5 août 1842),
- 12 juillet : Henri Ferdinand Bellan, peintre français (° 5 avril 1870),
- 13 juillet : Tymofiy Boïtchouk, peintre ukrainien (° 27 septembre 1896),
- 19 juillet : Jean-Baptiste Guth, peintre, illustrateur et caricaturiste français (° 4 janvier 1855),
- 30 juillet : Paterne Berrichon, poète, peintre, sculpteur et dessinateur français (° 10 janvier 1855),
- 2 août :  Julius von Blaas, peintre italien (° 22 août 1845),
- 11 août : Dudley Hardy, peintre et illustrateur britannique (° 15 janvier 1867),
- 24 août : Émile Picault, sculpteur français (° 24 août 1833),
- 1er septembre : Edmund Blair Leighton, peintre britannique (° 21 septembre 1853),
- 6 septembre : Georgette Agutte, peintre et sculptrice française (° 17 mai 1867),
- 8 septembre :
  - Léon Bonnat, peintre, graveur et collectionneur d'art français (° 20 juin 1833),
  - Henri Meunier, peintre, graveur, illustrateur et affichiste belge (° 25 juillet 1873),
- 12 septembre : Évariste Carpentier, peintre belge (° 2 décembre 1845),
- 20 septembre : Paul Guibé, sculpteur et peintre français (° 8 octobre 1841),
- 25 septembre : Gustave Henri de Beaumont, peintre et dessinateur suisse (° 27 novembre 1851),
- 16 octobre : Gaston Guignard, peintre français (° 8 mars 1848),
- 18 octobre : Suze Robertson, peintre néerlandaise (° 17 décembre 1855),
- 22 novembre : Louise De Hem, peintre et pastelliste belge (° 10 décembre 1866),
- 26 novembre : Pierre Billet, peintre français (° 2 novembre 1836),
- 11 décembre : Alfred-Charles Weber, peintre français (° 20 avril 1862),
- 13 décembre : John William Godward, peintre anglais (° 9 août 1861),

- 1918 ou 1922 :
- Clovis Cazes, peintre français (° 28 octobre 1883),

- ? :
  - Eugène Claude, peintre français (° 10 juin 1841),
  - Hachiro Nakagawa, peintre de paysages japonais (° 1877),
  - Gaston Loir, peintre français (° 19 juin 1868).